# Mark Felt
|  | Per a altres significats, vegeu «Mark Felt. L'informant». |

William Mark Felt, més conegut pel malnom «Gola Profunda» (en anglès: Deep Throat), (Twin Falls, 17 d'agost de 1913 - Santa Rosa, 18 de desembre de 2008) fou un advocat estatunidenc, conegut per ser l'informador secret de Bob Woodward que divulgà dades del President dels Estats Units, Richard Nixon, involucrat en l'afer Watergate. El pseudònim Deep Throat es va extreure de la pel·lícula pornogràfica homònima. La seva identitat fou mantinguda en secret, fins que el mateix Felt la va revelar l'any 2005, a instàncies de la seva filla Joan, en una llarga entrevista que es va publicar a la revista Vanity Fair.
Protegit del llegendari cap de l'FBI Edgar Hoover, Felt tenia l'ambició de succeir-lo. Hoover va traspassar el maig del 1972 i a Felt no li va agradar la idea que la Casa Blanca intentés controlar l'FBI amb el nomenament de Patrick Gray; així tan sols un mes i mig després de la mort de Hoover es va produir l'escàndol que va esquitxar el president Nixon.
Felt va ser una font important per Woodward i Carl Bernstein, que junts escrigueren una sèrie d'articles sobre el Watergate en el Washington Post. L'escàndol que podia causar la dimissió del president, i presó pel Cap de l'administració de la Casa Blanca H. R. Haldeman i pel conseller del President John Erlichman.
"Gola Profunda" guanyà l'atenció pública quan Woodward i Berstein escrigueren All the President's Men ("Tots els homes del President"), un llibre també fet cinema que meresqué un Premi de l'Acadèmia. A la pel·lícula el paper de Gola Profunda fou interpretat per Hal Holbrook.
Felt va dedicar la seva vida a l'FBI, des del 1943 al 1973. Elegant en el vestir i en el posat, amb unes immenses ulleres que caracteritzaven el seu esguard, l'exsots-director de l'FBI no fumava, al contari que el personatge del llibre escrit pels dos periodistes del Washington Post, i del que li donava vida en el film que s'hi va basar.
Tenint en compte les conseqüències que van tenir les seves informacions, la font anònima més cèlebre de la història assegurava no haver-se sentit mai com un heroi.
Felt morí el 18 de desembre de 2008 mentre dormia a l'hospici de Santa Rosa (Estats Units). Durant els 95 anys d'existència, patí diverses insuficiències cardíaques.